# ヒュー・プリムローズ (第3代プリムローズ子爵)
第3代プリムローズ子爵ヒュー・プリムローズ（英語: hugh Primrose, 3rd Viscount Primrose、1703年頃 – 1741年5月8日）は、スコットランド貴族、軍人。

## 生涯
初代プリムローズ子爵ジェームズ・プリムローズとエレノア・キャンベル（Eleanor Campbell、1759年11月21日没、第2代ラウドン伯爵ジェームズ・キャンベルの娘）の息子として、1703年頃に生まれた。1716年6月に兄アーチボルドが死去すると、プリムローズ子爵の爵位を継承した。
イギリス陸軍に入隊して1727年に大尉になり、1738年には第33歩兵連隊の中佐になった。ほかにも1735年に志願兵としてオーストリア軍に従軍して、ポーランド継承戦争のクラウゼンの戦いでフランス軍と戦って重傷を負った経験がある。
1739年6月21日にアン・ドレリンコート（Anne Drelincourt、1775年2月3日没、ピーター・ドレリンコートの娘）と結婚した。
1741年5月8日にレクサムで死去、プリムローズ子爵の爵位は断絶、（キャリントンの）準男爵は祖父ジェームズの弟アーチボルドの息子ジェームズが継承した。